# Quinto Salvidieno Rufo Salvio
Quinto Salvidieno Rufo Salvio, altrimenti noto come Salvidieno Rufo (... – 40 a.C.), è stato tra i più vicini e fedeli collaboratori di Ottaviano, il futuro imperatore, sin dagli anni della sua giovinezza, trascorsa nella città di Apollonia, in Epiro.
Seguì come generale Ottaviano nelle sue prime imprese belliche: fu suo legato nella guerra di Perugia, e si occupò come promagistrato del comando delle legioni in Spagna. Svolse inoltre con successo operazioni militari contro Sesto Pompeo, sventandone il tentativo di invadere l'Italia ma venendo da lui sconfitto nelle acque di Reggio.
Essendo stato designato come console per il 39 a.C., sul finire del 40 a.C. una delazione attribuita da alcune fonti allo stesso Marco Antonio portò alla luce una congiura ordita da Salvidieno contro Ottaviano, dovuta all'ambizioso tentativo di scalzarlo e di costituire una diarchia insieme con Marco Antonio. Il processo fu rapidamente portato a termine dal Senato e Salvidieno fu di conseguenza esiliato e spinto al suicidio.
Come avvenne per quasi tutti gli esponenti del dissenso al principato augusteo, la figura di Salvidieno Rufo incorse in una vera e propria damnatio memoriae, che rende difficile accertare sul piano storico la veridicità delle accuse per le quali fu condannato, nonché ricostruire le fasi della sua vita attraverso le fonti storiografiche.
Si trattò indubbiamente di uno dei più fedeli collaboratori ed amici del giovane triumviro; forse, addirittura, del suo "secondo" in carica. Proprio questa posizione di Salvidieno Rufo nella gerarchia ottavianea ha spinto alcuni storiografi a immaginare la possibilità di un cinico accordo, fra Ottaviano e Marco Antonio (che in quel momento si trovava in posizione di superiorità, nell'ambito del triumvirato), mediante il quale l'eliminazione di un validissimo generale come Salvidieno sarebbe valsa a compensare la concessione a Ottaviano del controllo su Roma. La propaganda augustea avrebbe poi riplasmato la vicenda, per delineare l'immagine di Augusto come difensore integerrimo dello Stato, finanche contro i più stretti collaboratori.